# 296 a.C.

## Eventos
- 121a olimpíada: Pitágoras de Magnésia do Meandro, vencedor do estádio pela segunda vez; ele havia vencido no ano anterior.[1]
- Continua a Terceira Guerra Samnita
- Ápio Cláudio Cego, pela segunda vez, e Lúcio Volúmnio Flama Violente, pela segunda vez, cônsules romanos.